# Sawjon
Sawjon (hebr.: סביון) – samorząd lokalny położony w Dystrykcie Centralnym, w Izraelu.
Miasteczko jest położone w aglomeracji miejskiej Tel Awiwu zwanej jako Gusz Dan.

## Demografia
Zgodnie z danymi Izraelskiego Centrum Danych Statystycznych w 2006 roku w mieście żyło 3,3 tys. mieszkańców, z czego 99% Żydzi.
Populacja miasta pod względem wieku:
| Wiek (w latach) | Procent populacji w % |
| --------------- | --------------------- |
| 0–4             | 6,7%                  |
| 5–9             | 7,6%                  |
| 10–14           | 6,2%                  |
| 15–19           | 7,9%                  |
| 20–29           | 12,7%                 |
| 30–44           | 14,0%                 |
| 45–59           | 21,6%                 |
| ponad 60        | 13,3%                 |

Źródło danych: Central Bureau of Statistics.